# Église Notre-Dame-de-la-Victoire de La Valette
Pour les articles homonymes, voir Église Notre-Dame-de-la-Victoire.
L’église Notre-Dame-de-la-Victoire est une église du culte catholique situé à La Valette, capitale de Malte.

## Histoire
C'est la première église construite par l'ordre de Saint-Jean de Jérusalem à La Valette. Son nom commémore la victoire des chevaliers de l'Ordre sur les turcs à la suite du Grand Siège de 1565.
Les travaux débutèrent en 1567, mais sa façade fut remaniée  au XVIIIe siècle.
À sa mort, en 1568, Jean de Valette, 48e grand maître de l'Ordre y fut inhumé jusqu'à l'achèvement de la cathédrale Saint-Jean dans laquelle il repose désormais.